# Fandemonium
Fandemonium é um livro do Red Hot Chili Peppers que foi lançado oficialmente em 18 de novembro de 2014 (alguns fãs foram enviados seu livro uma semana mais cedo do que a data do lançamento real, dependendo de como cedo eles encomenderam o livro). O livro apresenta fotografias e entrevistas realizadas por David Mushegain com fãs de todas as idades em todo o mundo durante a turnê do álbum I'm with You entre 2011 e 2014. Também está incluída uma introdução especial do cantor Anthony Kiedis e comentários de Flea, Chad Smith e Josh Klinghoffer sobre o que é ser um fã dedicado a alguma coisa.
Kiedis, Flea e Chad Smith em todas as aparências feitas na Barnes & Noble, loja em Los Angeles, para assinar cópias de livros para os fãs. Kiedis também aparecereu na Barnes & Noble em Nova Iorque no dia 21 de novembro de 2014 onde assinou exemplares do livro e se sentou para uma conversa com David Fricke. 